# Língua tabassarã
O tabassarão é uma língua caucasiana falada pelos tabassarãs, uma etnia do Cáucaso que vive no Daguestão meridional, Rússia, às margens do alto Rubas-chai e o alto Chirakh-chai. É uma das 14 línguas oficias desse estado. Tem dois dialetos principais: setentrional (khanag) e meridional. Tem língua literária baseada no dialeto meridional, um dos seis da república do Daguestão.
Há falantes de tabassarão também no Azerbajão, no Casaquistão, Turcomenistão e Usbequistão.

## Características
O tabassarão é uma língua ergativa. Os substantivos têm até 48 casos. O sistema verbal é relativamente simples, já que concorda com o nome e o número, pessoa e classe. O setentrional tem duas classes de substantivo, enquanto o meridional só tem um.

## Alfabeto
Desde o início do século XX o tabassarão era escrito no alfabeto árabe. A partir de 1928 foi adotado o alfabeto latino. Em 1937 um alfabeto cirílico adaptado substituiu o latino.
O alfabeto cirílico para o russo tem 10 vogais, 20 consoantes, 1 semi vogal.
O alfabeto tabassarão usa as mesmas letras e sinais gráficos do russo, mais a vogal "I" (como o latino) e ainda os seguintes conjuntos, considerados como letras:
- 5 consoantes seguidas da vogal "I"
- 4 consoantes seguidas de sinal gráfico
- 2 consoantes com diacrítico "horn" seguidos de sinal gráfico
- 2 consoantes repetidas (CC)
- 5 consoantes seguidas de outra consoante
- 2 vogais seguidas de sinal gráfico